# TB30 (航空機)

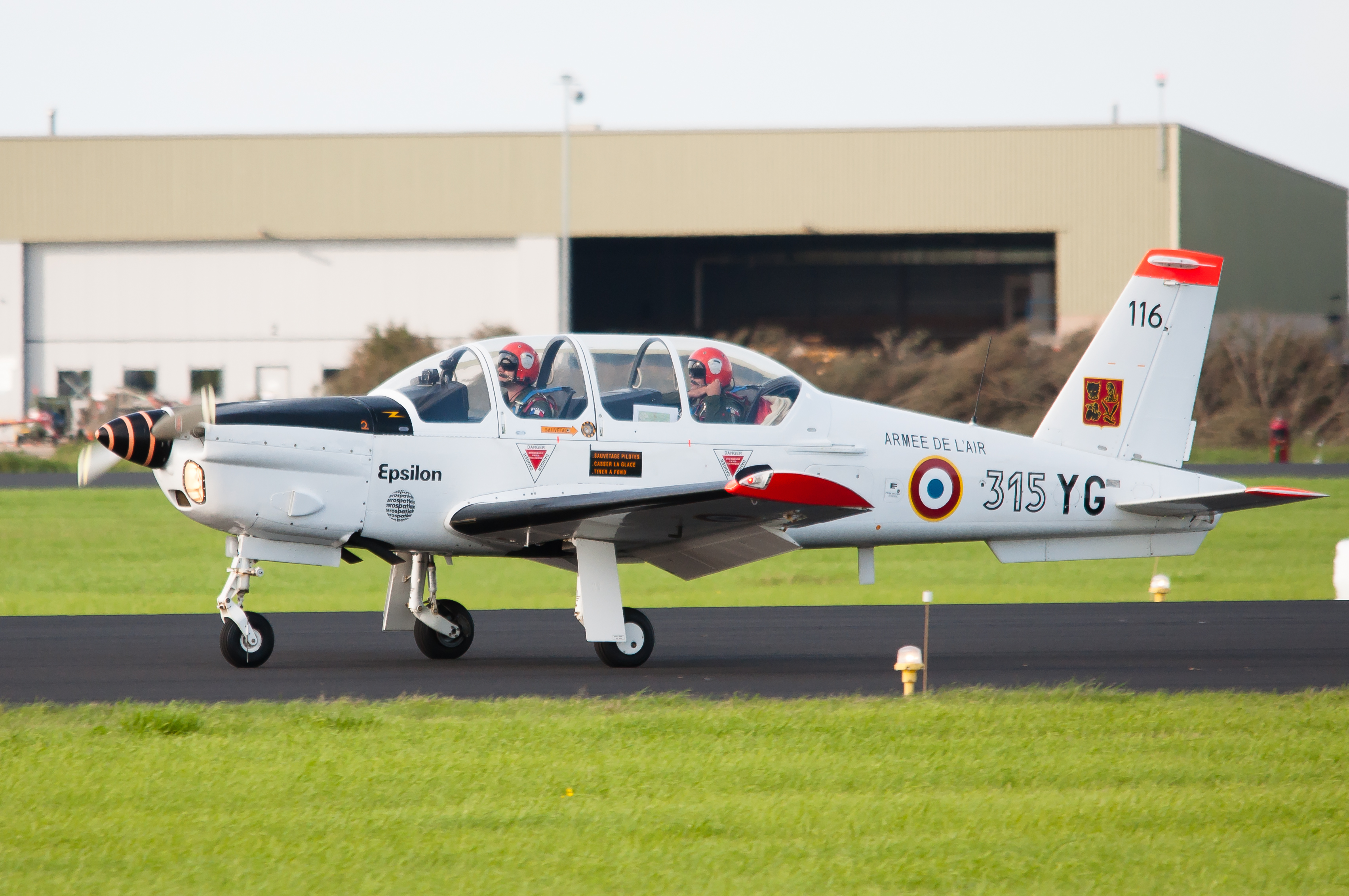
フランス空軍のTB30B エプシロン

SOCATA TB30 エプシロン（Epsilon）は、ソカタが製造した初等練習機である。フランス空軍などで採用されている。

## 概要

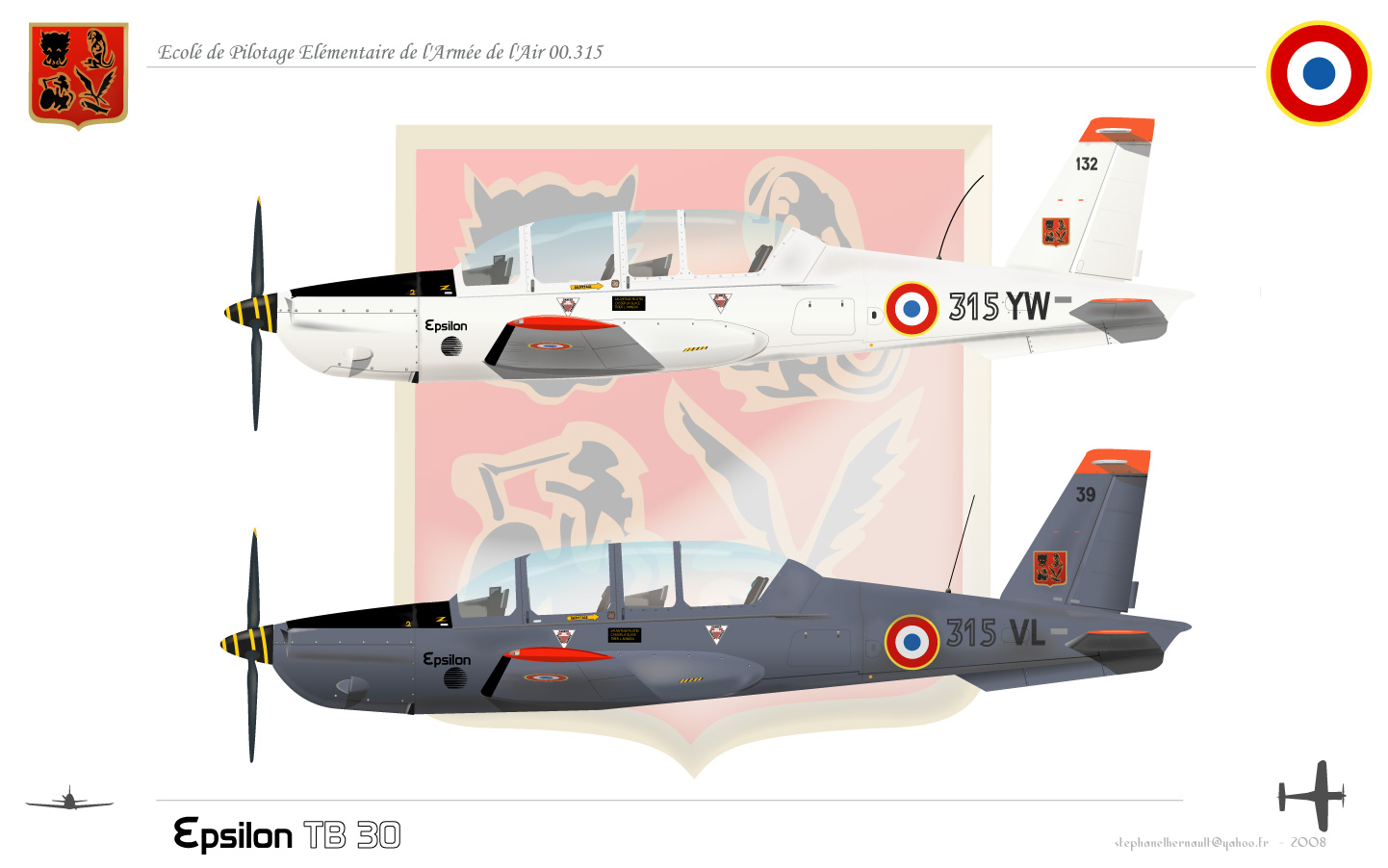
SOCATA TB30 Epsilon

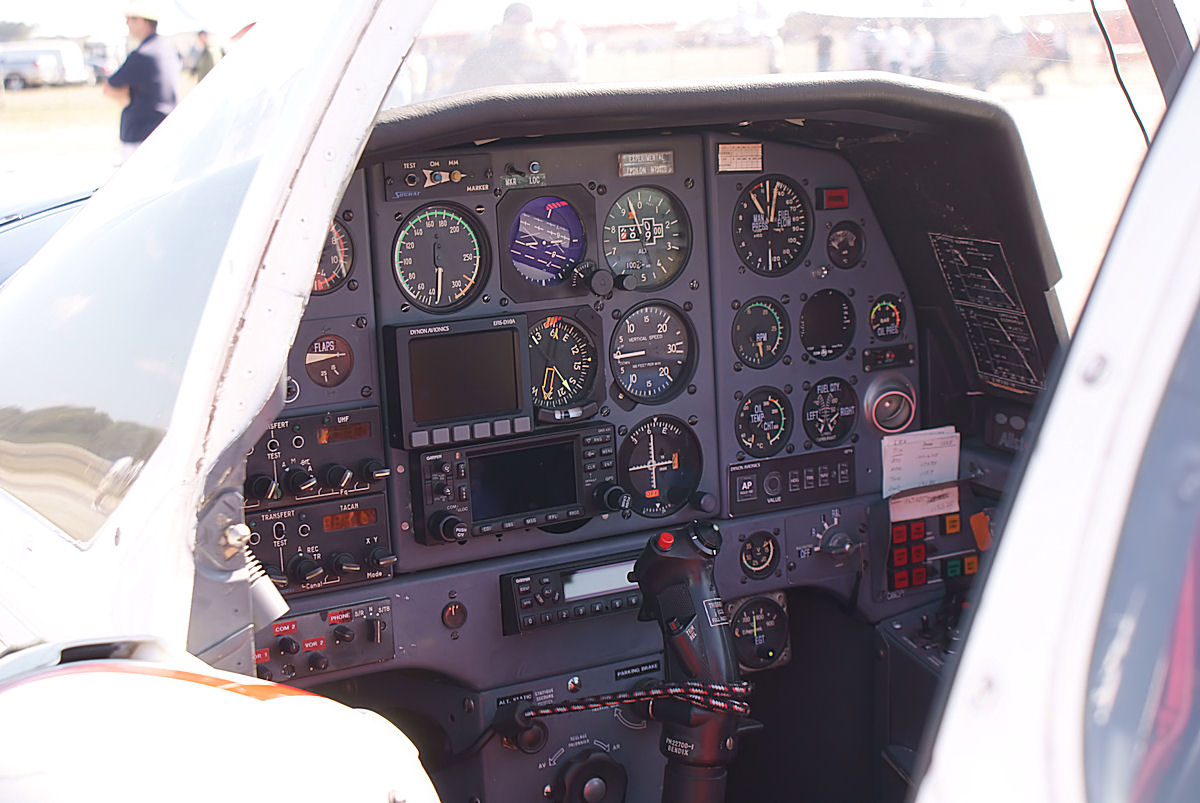
コックピット

ソカタが製造する民間向け小型飛行機TB10 トバゴをベースとして1978年から開発が始まった。1979年12月22日に試作1号機が初飛行し、1982年1月6日には150機の量産契約が結ばれた。主契約者はアエロスパシアルだったが、開発を請け負っていたソカタが実際の設計、量産を行っており、後にソカタが主契約者になった。
トバゴと同じくレシプロの単発、全金属製のセミモノコック構造、降着装置は前輪式3輪の引き込み脚であるが、コックピットのレイアウトや飛行特性は、フランス空軍の高等練習機アルファジェットへ移行やすくするため、座席の配置はサイド・バイ・サイドのトバゴから中高等練習機と同じタンデム型、キャノピーは後方スライド式、パワープラントははトバゴに採用されたライカミング・エンジンズのAO-360（180馬力）からより強力なAEIO-540 （300馬力）へ変更されており、最高速度と加速力が上昇している。この機体では完全な曲技飛行が可能で、最大荷重制限は+6.7G/-3.35G。
機体構造の変更により外見はトバゴと大幅に異なっている。
海外ではポルトガル空軍が採用し、同国でライセンス生産された。また、トーゴ空軍も主翼下に4ヶ所のハードポイントを装備した改修型を採用した。

## 各型

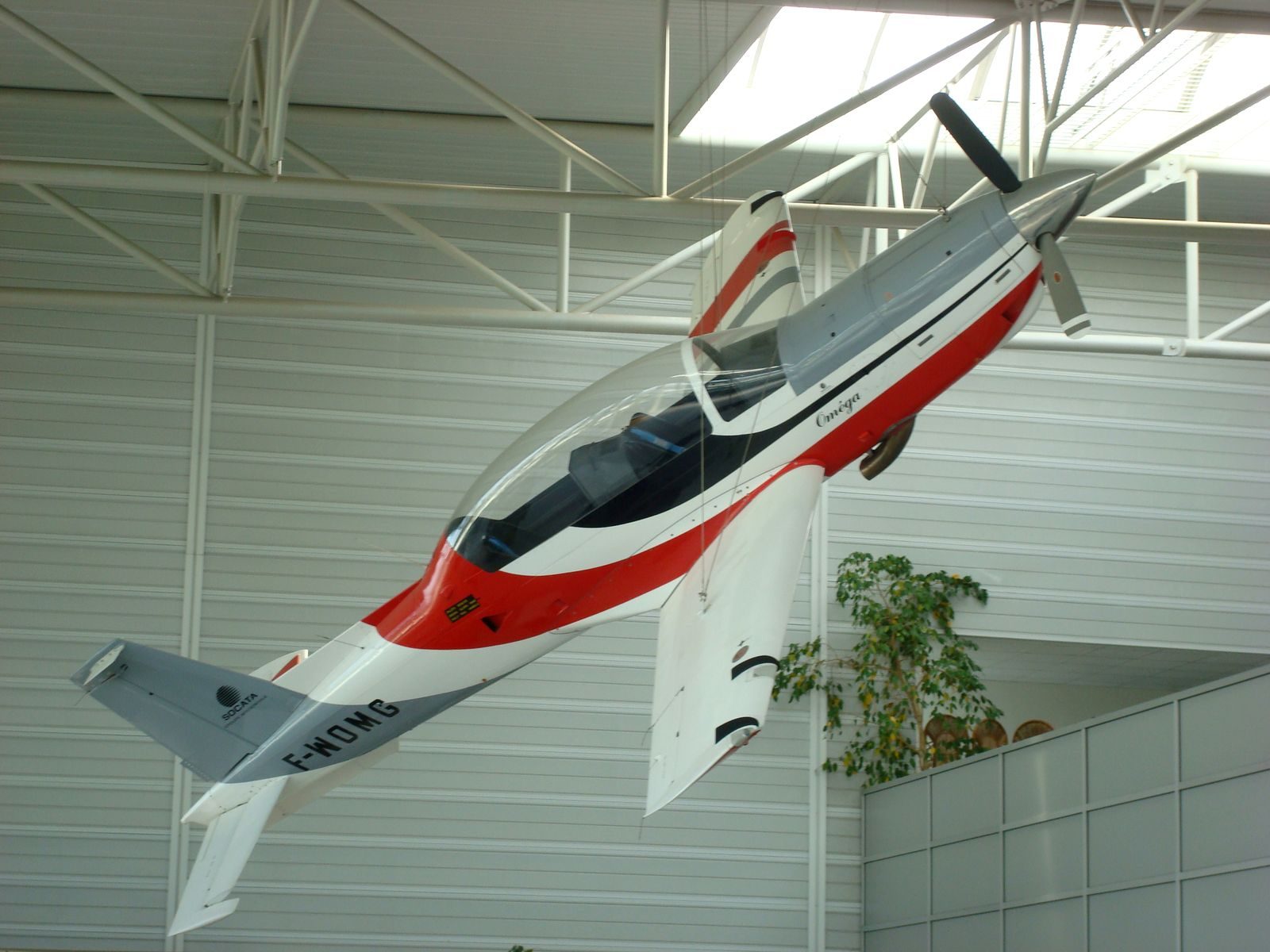
TB31 オメガ

- TB30A：AEIO-540より安価な250馬力エンジンを搭載。計画のみ。
- TB30B：AEIO-540搭載の正式採用型。
- TB31 オメガ：試作1号機にチュルボメカ製TP319 ターボプロップエンジンを搭載。コックピットも後席を一段高く配置し射出座席を装備するなど、本格的なターボプロップ練習機となった。マジステールの後継を狙って開発されたが、より強力なエンジンを持つEMB-312 ツカノが採用されたため量産されなかった。

## 使用国
- フランス - 150機導入、退役済み
- ポルトガル - 16機
- セネガル - 2機
- トーゴ - 4機

## 主要諸元
- 全長： 7.59 m
- 全幅： 7.92 m
- 全高： 2.66 m
- 翼面積： 9.0 m2
- 自重： 932 kg
- 最大離陸重量： 1,250 kg
- エンジン： ライカミング・エンジンズ製AEIO-540-L1B5D レシプロエンジン（300 hp） 1基
- 超過禁止速度： 281 kt （520 km/h）
- 最高速度： 204 kt （378 km/h）
- 巡航速度： 190 kt (352km/h)
- 航続距離： 650 nm （1,204 km）
- 乗員： 2名